# Podhalanka koralowa
Podhalanka koralowa (Oreina plagiata) – gatunek chrząszcza z rodziny stonkowatych i podrodziny Chrysomelinae.

## Taksonomia
Gatunek ten opisany został po raz pierwszy w 1861 roku przez Christiana W.L. Eduarda Suffriana pod nazwą Chrysomela plagiata. Obejmuje cztery podgatunki:
- Oreina plagiata commutata (Suffrian, 1861)
- Oreina plagiata hercegovinensis (Bechyne, 1958)
- Oreina plagiata plagiata (Suffrian, 1861)
- Oreina plagiata schipkana (Jakob, 1953)

## Morfologia
Chrząszcz o wydłużonym, nieco przypłaszczonym, z wierzchu gładkim i połyskującym ciele długości od 8 do 10 mm. Głowa wraz z czułkami jest czarna. Przedplecze jest koralowoczerwone, bardzo rzadko czarne. Punktowanie dysku przedplecza jest drobne, natomiast w zagłębieniach odgraniczających zgrubiałe brzegi boczne oraz przy tylnej krawędzi staje się znacznie silniejsze. Pokrywy są całkiem koralowoczerwone lub czerwone z różnie szeroką czarną smugą na szwie, bardzo rzadko całkiem czarne. Punkty główne na pokrywach są silne, często podbarwione ciemno. Przestrzenie między głównymi punktami mają drobne wypukłości i czasem mocno rozproszone punkty drobne. Odnóża są czarne, pozbawione metalicznego połysku. Odwłok ma pierwszy sternit nie dłuższy niż zapiersie. Genitalia samca odznaczają się grubym prąciem z lekko podgiętą krawędzią przednią i rozległym gonoporem ze zmodyfikowanym flagellum.

## Ekologia i występowanie
Owad górski, preferujący łąki piętra alpejskiego, w tym hale i połoniny. Aktywny jest od maja do lipca. Osobniki dorosłe, jak i larwy są fitofagami, żerującymi na omiegu górskim.
Gatunek palearktyczny, europejski, zasięgiem obejmujący głównie Alpy, Karpaty i Góry Dynarskie. Podgatunek nominatywny znany jest z Polski, Czech, Słowacji, Ukrainy i Rumunii. W Polsce podawany jest z Beskidu Żywieckiego, Gorców, Tatr i Bieszczadów. O. p. commutata notowana jest ze Słowacji i Austrii. O. p. hercegovinensis notowany jest z Chorwacji, Bośni i Hercegowiny, Serbii, Czarnogóry i Albanii. O. p. schipkana jest endemitem Bułgarii.